# Bhakunde
Bhakunde (nep. भकुण्डे) – gaun wikas samiti w zachodniej części Nepalu w strefie Dhawalagiri w dystrykcie Baglung. Według nepalskiego spisu powszechnego z 2011 roku liczył on 867 gospodarstw domowych i 3483 mieszkańców (1963 kobiety i 1520 mężczyzn).